# 笹栗実根
笹栗 実根（ささぐり みね、1964年 - ）は、日本福岡県出身のジャーナリスト・日英翻訳者である。フジテレビジョン報道局記者を経て、ワシントンD.C.を拠点に活動している。

## 来歴・人物
日本女子大学文学部教育学科卒業後の1988年、一般職採用でフジテレビへ入社。当時の愛称は「ちゃちゃ」。フジテレビでは、長年にわたって報道局の記者として活動。1997年4月から1年間、笠井信輔とのコンビで『FNNニュース555 ザ・ヒューマン』のメインキャスターを務めた。
同番組の終了後に、記者としての活動へ再び専念。ワシントンDC特派員を務めていた2001年、現地の検事デービッド・ボーリングと結婚した。これを機に退社すると、一時はアーカンソー州に居住。現在は、米国を拠点にフリーランスの記者、翻訳者、コーディネーターとして活動。日本国内で放送される番組（文化放送制作の『ニュースパレード』、FM802『SUPERFINE SUNDAY』など）に向けて、米国内から取材リポートを送ることもある。
永住権（グリーンカード）を取得し米国に在住していたが、その後米国市民権を取得している。